# الملتقى السنوي لمسلمي فرنسا
الملتقى السنوي لمسلمي فرنسا (بالفرنسية: Rencontre annuelle des musulmans de France)‏ ينظم سنويا في مطار باريس لو بورجيه في باريس من قبل اتحاد المنظمات الإسلامية في فرنسا، وهو أكبر تجمع وملتقى للمسلمين في أوروبا. تقع هذه الفعالية في شهر أبريل من كل سنة منذ 1984.

## المكان والعمل
يتم عقد الملتقى في مطار باريس لو بورجيه في مدينة لو بورجيه (سين سان دوني) في ضواحي باريس. يستقبل المعرض كل سنة حوالي 000 200 زائر وهو بذلك الأكبر في أوروبا من صنفه. يوجد فيه مكان مخصص للتسوق ومكان مخصص للمعارض وآخر للمحاضرات الدينية وآخر للأكل وجزء للصلاة ومكان للمسابقات الدينية مثل تحفيظ القرآن الكريم وجناح للشباب.

### البث المباشر
منذ 2013، بدأ المعرض يبث مباشرة على قناة اقرأ الفضائية الدولية، وبعض كلمات المحاضرين تبث أيضا مباشرة على قناة الجزيرة مباشر. بينما يوجد بث مباشر لكل فعاليات الملتقى على موقع خاص يطلق في الغرض من قبل المنظمين وأيضا على يوتيوب.

## الدورات
ملاحظة: يذكر أن القوائم أسفله غير نهائية، والمحاضرين عددهم يفوق الثلاثين في كل دورة.

### 2012
الملتقى السنوي لمسلمي فرنسا التاسع والعشرين تحت شعار «الإيمان والإصلاح والأمل»، أقيم بين 6 و9 أبريل 2012 واستقبل 000 160 زائر. المحاضرين هم:
| - عبد الله بن بيه - يوسف القرضاوي - راشد الغنوشي | - عصام الدين البشير - صفوت حجازي - علي محي الدين القرة داغي | - طارق رمضان - أحمد جاب الله - عبد الله بن منصور | - عبد الله بن علي بصفر - توكل كرمان - مشاري العفاسي | - باسكال بونيفاس - رافاييل ليوجييه - محرزية العبيدي | - عمر عبد الكافي - طارق أوبرو |

### 2013
الملتقى السنوي لمسلمي فرنسا الثلاثين تحت شعار «رسول الإسلام: سلام، عدالة وكرامة»، أقيم بين 29 مارس و1 أبريل 2013 واستقبل 000 170 زائر. المحاضرين هم:
| - نبيل النصري - رافاييل ليوجييه - طارق رمضان | - حسان إقيوسن - محمد العريفي - هاني رمضان | - عبد الله بن علي بصفر - محرزية العبيدي - زغلول النجار | - أحمد جاب الله - محمد موسوي - كهلان الخروصي | - محمد بن عويران - منصف الزناتي - عبد الرزاق قسوم | - خالد بركات - عبد الله بن بيه |

### 2014
الملتقى السنوي لمسلمي فرنسا الحادي والثلاثين تحت شعار «ما هي القيم لمجتمع متغير: الإنسان والأسرة والحياة المشتركة»، أقيم بين 18 و21 أبريل 2014 واستقبل 000 150 زائر. المحاضرين هم:
| - طارق رمضان - ميشال دوبوست - كريستوف روكو | - عز الدين قاسي - الأب ميشال لو لون - غالب بن شيخ | - عمر عبد الكافي - هاني رمضان - عبد الله بن منصور | - عصام الدين البشير |

### 2015
الملتقى السنوي لمسلمي فرنسا الثاني والثلاثين تحت شعار «النبي محمد رسول الرحمة و السلام: وما أرسلناك إلا رحمة للعالمين»، أقيم بين 3 و6 أبريل 2015 واستقبل 000 170 زائر. المحاضرين هم:
| - عبد الله بن منصور - طارق رمضان - عز الدين قاسي | - علي محي الدين القرة داغي - عمر عبد الكافي - رافاييل ليوجييه | - طارق أوبرو - الأب ميشال لو لون - غالب بن شيخ | - أحمد جاب الله - منصف الزناتي - العربي كشات | - عصام الدين البشير - باسكال بونيفاس - هاني رمضان | - دامير موختدينوف - خالد عبد الكافي - دليل بوبكر | - عبد الله صنعان |

## مقالات ذات صلة
- اتحاد المنظمات الإسلامية في فرنسا
- الإسلام في فرنسا

## روابط خارجية
- الموقع الرسمي للملتقى السنوي لمسلمي فرنسا.
- الموقع الرسمي لاتحاد المنظمات الإسلامية في فرنسا.
- الموقع الرسمي للبث المباشر لفعاليات الملتقى السنوي.